# Spark (альбом)
«Spark» – третій студійний альбом норвезької співачки Маріт Ларсен, випущений 18 листопада 2011 року.  Інформація була розміщена на сторінці співачки в Tumblr. 31 липня 2011 року вона почала публікувати інформацію про цей альбом на Tumblr. 7 жовтня 2011 року оголосила його назву і список треків. Прем'єра першого синглу «Coming Home» відбулася на NRK P3 та на сторінці виконавиці у Facebook 15 жовтня. Загалом альбом офіційно містить два сингли: «Coming Home» та «Don't Move». Дві композиції були на перших місцях в Philippine Top 100 Songs Chart, де «Coming Home» залишалась на вершині чарту чотири тижні. Саме ця пісня стала першою у співачки, в ролі сольного виконавця, яка потрапила у філіппінський чарт. Інша композиція – «Last Night» протрималася два тижні в лідерах цього чарту на початку 2012 року.

## Список композицій
| №                    | Назва                      | Автори                | Тривалість |
| -------------------- | -------------------------- | --------------------- | ---------- |
| 1.                   | "Keeper of the Keys"       | Marit Larsen          | 04:01      |
| 2.                   | "Don't Move"               | Larsen, Peter Zizzo   | 03:45      |
| 3.                   | "What If"                  | Larsen                | 04:57      |
| 4.                   | "I Can't Love You Anymore" | Larsen, Teitur Lassen | 04:21      |
| 5.                   | "Coming Home"              | Larsen                | 03:59      |
| 6.                   | "Me and the Highway"       | Larsen                | 05:01      |
| 7.                   | "Last Night"               | Larsen                | 04:20      |
| 8.                   | "Have You Ever"            | Larsen, Zizzo         | 04:04      |
| 9.                   | "Fine Line"                | Larsen                | 04:25      |
| 10.                  | "That Day"                 | Larsen                | 04:45      |
| Загальна тривалість: | Загальна тривалість:       | Загальна тривалість:  | 43:53      |

## Чарти
| Чарт (2011–2012)           | Найвища позиція |
| -------------------------- | --------------- |
| Норвезький чарт альбомів   | 2               |
| Швейцарський чарт альбомів | 36              |
| Німецький чарт альбомім    | 57              |

## Сингли
| Рік  | Сингл           | Норвезький чарт синглів | Норвезький радіо-чарт | Німецький чарт синглів | PhilippinesTop 100 Songs |
| ---- | --------------- | ----------------------- | --------------------- | ---------------------- | ------------------------ |
| 2011 | "Vår Beste Dag" | 1                       | 1                     | -                      |                          |
| 2011 | "Coming Home"   | 18                      | 5                     | 75                     | 1                        |
| 2012 | "Don't Move"    | -                       | -                     | -                      | -                        |
| 2012 | "Last Night"    | -                       | -                     | -                      | 1                        |

## Критика
«Альбом "Spark" містить кілька болючих моментів з життя Маріт Ларсен на даний момент – "I Can't Love You Anymore", "Fine Line", "Keeper of the Keys", "That Day", в яких виконавиця стикається з власними недоліками.»
«Назвати альбом розчаруванням було б перебільшенням. Лише деякі, якщо такі є, норвезькі поп-артисти зможуть зробити записи на такому рівні майстерності.»
Норвезький журналіст Morten Ståle Nilsen
«В «Spark» ми бачимо більш зрілий погляд Маріт на життя. Вона співає про більш суворі реалії, більші труднощі, і все, що ними вважається, говорить набагато зрілим голосом про більш зрілі проблеми. А питання любові і життя, які порушувалися в її попередніх альбомах, в «Spark» містять набагато потужніше і гірке повідомлення. Пісні на цей раз більш м'які, і водночас жорсткі.»
Matt McLean
««Spark» продовжує традиції «Under the Surface» та «The Chase» з кращими піснями альбому, в яких домінує оркестрове аранжування. Давні шанувальники також можуть простежити еволюцію Маріт в якості автора пісень. Особливо це стосується другого треку альбому «What If?» – любовної притчі, падіння, жалю і печалі, яка чудово відображає суперечливі емоції розбитого серця. Точно так само перший сингл «Coming Home» відкривається блискучим першим рядком:
|                | Чи знаєш ти, що коли мене цілуєш так, Я не думаю ні про кого, крім тебе. |
| — Маріт Ларсен |                                                                          |

Впізнавані тексти, які малюють та викликають картину спогадів, можливо, є візитівкою Маріт.»
Todd Winther
Звучання в «Spark», безсумнівно, більш поп-рок, ніж будь-коли, з м'якими натяками фонового оркестру. Це робить альбом набагато більш піднесеним в таких треках, як «Don't Move» та «Coming Home», але Маріт показує свої вразливі місця в пісні «What If», в якій вона стикається з усіма слабкими сторонами своїх персонажів:
|                | ...А якби я застигла на місці, Вирішила здатися без попередження, Порушила б свої обіцянки, Розбила твоє серце, якому нічого не відомо? Тепер я бачу тебе таким, який ти є, Цього так просто не полишити. Ти занадто хороший для мене. А якщо я слабка, коли ти потребуєш мене найбільше? Гучна, коли тобі потрібно, щоб я слухала уважно? Прошу тебе, не вчини помилку. Можливо я не та, яка тобі потрібна... |
| — Маріт Ларсен | |

Ми бачимо абсолютно сердиту Маріт у пісні «I Can't Love You Anymore». З усіх пісень, що містяться в альбомі, «Me and the Highway», здається вписується в жанр кантрі.
Todd Winther написав:
|  | Можливо, найкращою композицією альбому є «Don't Move», яка має дуже привабливий приспів, фантастичну історію, яка майже межує між традиційною народною муззикою та сучасним твістом. Це, безумовно, найефективніша робота Маріт на сьогоднішній день, як на сценічному, так і на емоційному рівні. |

|  | Пісні «Me and the Highway» та «Don't Move» здаються майже недоречними в цьому альбомі. У той же час, їх легкість необхідна, оскільки альбом був би загадково тяжким для сприйняття без них. |

Matt McLean

## Сертифікації
| Країна   | Сертифікації | Продажі |
| -------- | ------------ | ------- |
| Норвегія | Золотий      | 25,000+ |

## Цікаві факти
На своїй сторінці в Tumblr, Маріт Ларсен писала про композицію під назвою "Blue Print", що так і не потрапила в альбом.